# パドルトン
『パドルトン』（原題:Paddleton）は2019年に配信されたアメリカ合衆国のドラマ映画である。監督はアレックス・レーマン、主演はマーク・デュプラスとレイ・ロマーノが務めた。

## ストーリー
末期がん宣告を受け、症状が悪化する前に自分で人生を終わらせようと決めた中年男マイケルは、親しくしている隣人アンディーにその手助けを依頼する。

## キャスト
※括弧内は吹き替え声優
- マーク・デュプラス (川中子雅人) - マイケル・トンプソン
- レイ・ロマーノ (村治学) - アンディー・フリーマン
- クリスティン・ウッズ - ヘイゲン医師
- カディーム・ハーディソン (井上悟) - デヴィッド
- マーガリート・モロー - キルステン
- デンドリー・テイラー (定岡小百合) - ナンシー
- アレクサンドラ・ビリングス - ジュディ
- マット・ブッシュ - スチュワート

## 製作
2015年1月、デュプラス兄弟がNetflixと4本の映画を製作する契約を結んだ。2018年2月21日、マーク・デュプラスがその契約に基づいた2本目の映画の撮影を行っていると報じられた。

## 公開・マーケティング
2019年1月14日、本作のオフィシャル・トレイラーが公開された。2月1日、本作はサンダンス映画祭でプレミア上映された。

## 評価
本作は批評家から絶賛されている。映画批評集積サイトのRotten Tomatoesには33件のレビューがあり、批評家支持率は91%、平均点は10点満点で7.23点となっている。サイト側による批評家の見解の要約は「盛り上がりが一箇所に集中しているが、『パドルトン』は物静かで感動的な作品に仕上がっている。主演2人のキャスティングの絶妙さ故に、同作は精巧かつ雰囲気に合った演技を引き出せている。」となっている。また、Metacriticには17件のレビューがあり、加重平均値は70/100となっている。